# Leucophenga brazilensis
Leucophenga brazilensis är en tvåvingeart som beskrevs av Malloch 1924. Leucophenga brazilensis ingår i släktet Leucophenga och familjen daggflugor. Inga underarter finns listade i Catalogue of Life.